# Trisetum pinetorum
Trisetum pinetorum là một loài thực vật có hoa trong họ Hòa thảo. Loài này được Swallen miêu tả khoa học đầu tiên năm 1953.